# Lütfü Aksoy
Lütfü Aksoy (* 17. Juli 1911 in Istanbul; † 5. September 1998) war ein türkischer Fußballspieler, -schiedsrichter und -funktionär. Er spielte für die beiden Traditionsvereine Karşıyaka SK und Galatasaray Istanbul. Zudem war er der zweite türkische Nationalspieler Karşıyakas. Bei Galatasaray, bei welchem er den Höhepunkt seiner Karriere erlebte, spielte Aksoy zu einer der erfolglosesten Phasen der Vereinsgeschichte und war in einer Partie des Interkontinental-Derbys an dem Entstehen der großen Rivalität seines Vereins mit Fenerbahçe Istanbul beteiligt. Nach seiner Spielerkarriere arbeitete er als Fußballschiedsrichter. Für den türkischen Fußballverband war er als Funktionär tätig.

## Spielerkarriere

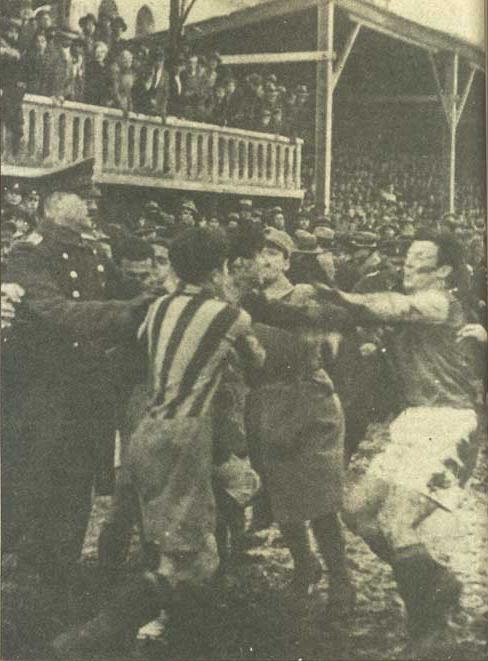
Szene aus der Massenschlägerei aus dem Derby vom 23. Februar 1934 zwischen Fenerbahçe und Galatasaray. Der gegnerische Torhüter Hüsamettin Böke (Mitte) wird links von seinem Mitspieler Esat Kaner aufgehalten, während er versucht, Lütfü Aksoy (rechts) zu attackieren.

### Verein
Die Anfänge von Aksoys Fußballspielerkarriere sind nahezu undokumentiert. Ab Anfang der 1930er Jahre spielte er für Karşıyaka SK. Mit diesem Verein spielte er in der İzmir Futbol Ligi (dt. Fußballliga Izmir), der regionalen Fußballliga der westtürkischen Hafenstadt Izmir. Da damals in der Türkei keine landesübergreifende Profiliga bestand, existierten stattdessen in den Ballungszentren wie Istanbul, Ankara und Izmir regionale Ligen, von denen die İstanbul Futbol Ligi (auch İstanbul Ligi genannt, dt. Istanbuler Fußballliga) als die renommierteste galt.
Im Sommer 1933 wechselte Oktay schließlich zum Traditionsverein Galatasaray Istanbul. Dieser Verein erlebte gerade eine seiner schwierigsten Zeiten seiner Karriere. Nach einem vereinsinternen Streit hatten die halbe Mannschaft und ein großer Teil der Vereinsmitglieder den Verein verlassen und gründeten den Verein Güneş SK.
Diese als eine der größten Krisen der Vereinsgeschichte bezeichnete Aufspaltung sorgte auch dafür, dass Galatasaray etwa zwei Dekaden nahezu titellos blieb und an seiner Bedeutung innerhalb des türkischen Fußballs verlor. Güneş SK etablierte sich schnell innerhalb der Istanbuler Fußballliga und begann auch um die Meisterschaft mitzuspielen. In der Saison 1937/38 holte Güneş schließlich die Istanbuler Meisterschaft, während Galatasaray diese erst nach 18 Jahren wieder in der Saison 1948/49 holen konnte.
Aksoy spielte für Galatasaray nahezu durchgängig als Stammspieler bis zum Sommer 1940 und konnte mit diesem als Titel lediglich in der Saison 1939 die Millî Küme holen, einer Art Meisterschaftsturnier, an der die Mannschaften der drei Großstädte Istanbul, Ankara und Izmir teilnahmen.

### Nationalmannschaft
Aksoy begann seine Nationalmannschaftskarriere 1932 mit einem Einsatz für die türkische Nationalmannschaft im Testspiel gegen die bulgarische Nationalmannschaft. Bis zum August 1936 absolvierte er ein weiteres Länderspiel.
Zudem nahm Aksoy mit der Türkischen Auswahl an den Olympischen Sommerspielen 1936 teil.

## Erfolge

### Als Spieler
Mit Galatasaray Istanbul
- Meister der Millî Küme: 1939

Mit der Türkischen Nationalmannschaft
- Teilnahme an den Olympischen Sommerspielen: 1936